# Pentil

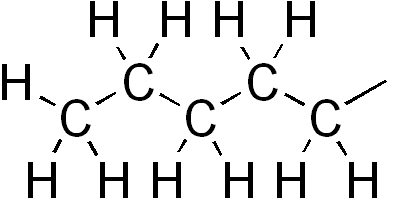
Radical n-pentil

Em química orgânica, pentil, pentila ou amila é o nome genérico de qualquer radical alquila de formula -C5H11. É derivado de qualquer um dos três isômeros do alcano pentano: n-pentano, isopentano ou neopentano.

## Radicais

### Derivados do n-pentano ( CH3-CH2-CH2-CH2-CH3)
- n-pentil(a), amil ou somente pentil: Quando a valência livre está localizada em um dos dois carbonos primários, ou seja, num dos carbonos terminais da fórmula.

CH3-CH2-CH2-CH2-CH2* ou *CH2CH2--CH2-CH2-CH3
- 2-pentil:Quando a valência livre está localizada no carbono-2, ou seja, no átomo de carbono secundario não central da cadeia.

CH3-CH*-CH2-CH2-CH3 ou CH3-CH2-CH2-CH*-CH3
- 3-pentil:Quando a valência livre está localizada no carbono-3, ou seja, no átomo de carbono secundario central da cadeia.

CH3-CH2-CH*-CH2-CH3

### Derivados do isopentano ou metilbutano  (CH3)2-CH-CH2-CH3
- isopentil(a): (CH3)2-CH-CH2-CH2*

### Derivados do neopentano ou dimetilpropano (CH3)4C
- neopentil(a): (CH3)3C-CH2*